# 藤本拓資
藤本 拓資（ふじもと たくし、1962年 - ）は、日本の財務官僚。金融庁証券取引等監視委員会事務局次長や、財務省東海財務局長等を経て、財務省大臣官房政策立案総括審議官。

## 人物・経歴
1986年 東京大学法学部卒業、大蔵省入省。銀行局調査課。1990年 米国ジョージタウン大学スクール・オブ・フォーリン・サービス修士（MSFS）。同年7月 国際金融局調査課企画係長。1992年7月10日 八代税務署長。名古屋国税局総務課長、金融庁総務企画局市場課長、金融庁総務企画局信用制度参事官、金融庁総務企画局企画課長、金融庁監督局総務課長、証券取引等監視委員会事務局次長等を経て、2017年 財務省大臣官房付、預金保険機構総務部長兼RCC室長。2019年 東海財務局長。2020年 財務省大臣官房政策立案総括審議官兼大臣官房企画調整主幹（企画調整総括官）。2021年 整理回収機構特別顧問。CFA協会認定証券アナリスト。

## 著書
- 『逐条解説・2011年金融商品取引法改正』（古澤知之, 尾崎有, 澤飯敦, 出原正弘, 谷口義幸, 野崎彰, 齊藤将彦, 本村彩, 山田貴彦と共著）商事法務 2011年
- 『金融商品取引法セミナー : 開示制度・不公正取引・業規制編』（岩原紳作, 神作裕之, 神田秀樹, 武井一浩, 永井智亮, 藤田友敬, 松尾直彦, 三井秀範, 山下友信と共著）有斐閣 2011年